# هوهانس آبلیان
هُوْهانِس هاروتیونی آبلیان (ارمنی: Հովհաննես Հարությունի Աբելյան؛ انگلیسی: Hovhannes Harutyuni Abelian؛ زاده ۴ نوامبر [سبک قدیمی: ۲۳ اکتبر] ۱۸۶۵ - درگذشته ۱ ژوئیه ۱۹۳۶) هنرپیشه سینما و تئاتر اهل ارمنستان بود. آبلیان از نخستین هنرپیشگان سینمای ارمنستان بوده‌است. 

## زندگی‌نامه
وی در ۲۳ اکتبر ۱۸۶۵ در باکو زاده شد و از فارغ‌التحصیل گشت. وی همچنین برنده جوایزی همچون هنرمند مردمی ارمنستان شوروی (۱۹۲۵) شد. وی در ۱ ژوئیهٔ ۱۹۳۶ در سن ۷۰ سالگی در تفلیس درگذشت و در پانتئون کومیتاس ایروان به خاک سپرده شد.

## نگارخانه

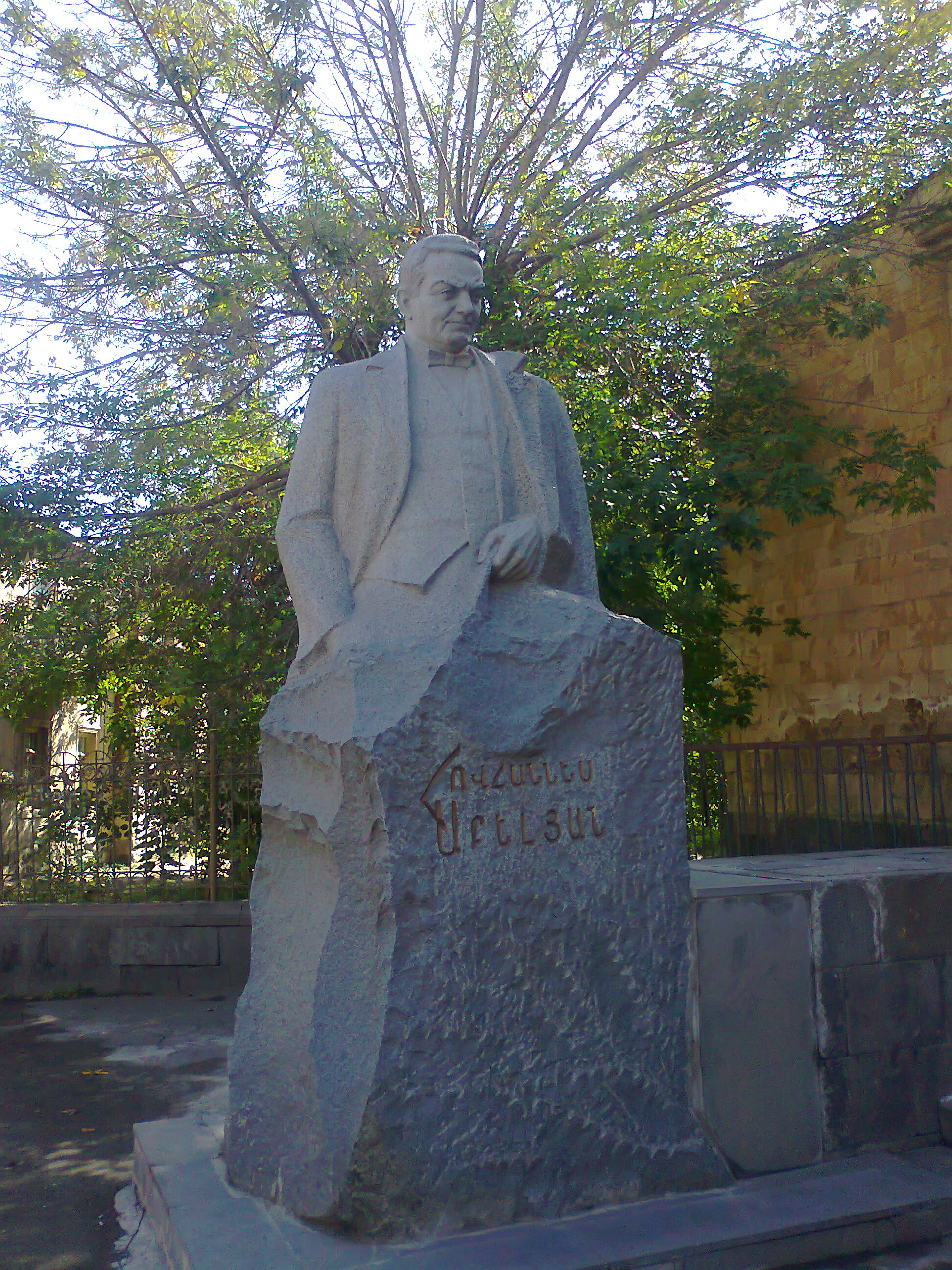

## فیلم‌شناسی
- ناموس (۱۹۲۶)